# Caroebe
Caroebe è un comune del Brasile nello Stato di Roraima, parte della mesoregione del Sul de Roraima e della microregione del Sudeste de Roraima.